# Ingemar Höglund
Bengt Ingemar Höglund, född 19 februari 1927 i Storfors församling, Värmlands län, död 19 maj 2017 i Täby församling, Stockholms län,, var en svensk väg- och vattenbyggnadsingenjör.
Höglund, som var son till stationsmästare Axel Höglund och Bertha Norén, avlade studentexamen i Kristinehamn 1950, utexaminerades från Kungliga Tekniska högskolan 1956, blev teknologie licentiat 1960, teknologie doktor och docent i byggnadsteknik vid Kungliga Tekniska högskolan 1965 samt professor 1972. Han var ingenjör vid Allmänna ingenjörsbyrån i Karlstad 1947–1948, assistent och forskningsledare på institutionen för byggnadsteknik vid Kungliga Tekniska högskolan 1956–1965; utredningsingenjör vid statens nämnd för byggnadsforskning 1955–1959 och bedrev egen konsulterande verksamhet från 1960. Han var gästforskare vid National Research Council i Ottawa 1965–1966.  Han var av ledamot Täby köpings gatunämnd från 1963, byggnadsnämnd från 1964 och generalplanekommittén 1963–1965. Han författade skrifter i byggnadsteknik. Han invaldes som ledamot av Kungliga Ingenjörsvetenskapsakademien 1977.